# Carlo Siliotto
Carlo Siliotto (* 10. Januar 1950 in Rom) ist ein italienischer Komponist.
Carlo Siliotto studierte zunächst Gitarre und Violine und verbesserte seine Kenntnisse, in dem er für das Musikkonservatorium in Rom spielte.
Er war Gründungsmitglied der Band Canzoniere del Lazio, die Popmusik mit traditioneller italienischer Musik spielte.
1984 beschloss Siliotto, sich auf das Komponieren von Filmmusik zu spezialisieren.
Bis heute, 2006, komponierte er für 76 Filme den Soundtrack. Dabei erhielt er Aufträge für namhafte Regisseure wie Roger Young, Robert Markowitz, Clive Donner, Joseph Sargent, Carlo Carlei und Uli Edel.
2018 wurde er in die Academy of Motion Picture Arts and Sciences berufen, die jährlich die Oscars vergibt.

## Filmografie (Auswahl)
In den letzten Jahren schrieb er vor allem die Musik für Bibel- und Historienfilme.
- 1985: Entführt (A viso coperto, Fernsehfilm)
- 1986: Mino – Ein Junge zwischen den Fronten (Mino, Miniserie)
- 1991: Odyssee ins Glück (Felipe ha gli occhi azzurri, Miniserie)
- 1992: Ostinato Destino – Hartnäckiges Schicksal (Ostinato destino)
- 1994: Fluke
- 1997: Die Bibel – David (David, Fernsehfilm)
- 1999: Die Bibel – Esther (Esther, Fernsehfilm)
- 2000: Die Bibel – Paulus (San Paolo, Fernsehfilm)
- 2001: Bernadette von Lourdes (Lourdes)
- 2002: Julius Caesar (Fernsehfilm)
- 2004: The Punisher
- 2005: Nomad – The Warrior (Nomad)
- 2005: Fürchtet euch nicht! – Das Leben Papst Johannes Pauls II. (Have No Fear: The Life Of Pope John Paul II.)
- 2007: La Misma Luna
- 2016: Himmelskind (Miracles from Heaven)